# Anisacanthus tulensis
Anisacanthus tulensis är en akantusväxtart som beskrevs av Greenman. Anisacanthus tulensis ingår i släktet Anisacanthus och familjen akantusväxter. Inga underarter finns listade i Catalogue of Life.